# Християнсько-суспільна партія
Християнсько-суспільна партія (Християнсько-суспільний союз) — поміркована консервативна галицька партія, заснована 1911 році у Львові.

## Передісторія
Попередником ХСП був Католицький русько-народний союз (КРНС), створений 14 жовтня 1896 року українськими політичними діячами на чолі з Олександром Барвінським за підтримки греко-католицької ієрархії та митрополита Сильвестра Сембратовича. З 1897 року видавав щоденний часопис «Руслан», згодом орган ХСП (виходив до 1914 року).
Засновники КРНС не підтримали відхід Юліана Романчука від політики «нової ери» і створення в 1896 році під час виборів до віденського парламенту блоку з москвофілами. Часопис «Руслан» звинувачував Ю. Романчука і Народну Раду у національній зраді і політичній короткозорості. З обраних 9 українських послів у 1897 році від Галичини до Державної Ради 6 представляли КРНС (О. Барвінський, А. Вахнянин, І. Гробельський, М. Каратницький, Є.Мандичевський, В. Охримович). На першому засіданні парламенту вони створили Руський посольський клуб, а 1 квітня 1897 року разом з християнськими депутатами від чехів, словенців, хорватів і сербів утворили «Слов'янський християнсько-національний клуб». КРНС мав представництво у Галицькому крайовому сеймі. Союз:
- стояв на позиціях легітимної опозиції до австрійської адміністрації і повної вірнопідданості цісарському престолу та австрійській монархії;
- визнавав за українцями право на створення в рамках австрійської імперії національного коронного краю, але також і право в майбутньому на побудову соборної незалежної Української держави;
- виступав за рівноправність української мови в крайовій адміністрації, судівництві, шкільництві;
- вимагав відкриття нових українських початкових середніх шкіл, гімназій;
- гостро критикував москвофілів, звинувачуючи їх у антинаціональній і антидержавній діяльності.

На виборах 1907 року до австрійського парламенту КРНС не здобув жодного мандата. Ослаблення КРНС призвело до його реорганізації і створення навесні 1911 року ХСП.

## Діяльність
За статутом ХСП — політичне товариство з осідком у Львові, що ставило собі за мету вводити практичні постулати християнства в суспільне життя на користь людини і народу. Формами діяльності ХСП були різноманітні збори, сходини, петиції, звернення, участь у виборах, підтримка християнської преси. До ХСП могли належати тільки повнолітні чоловіки католицького віровизнання. Управа ХСП була зосереджена в руках обраної старшини з 9 чоловік. Першим головою партії обрано О. Барвінського. У рамках ХСП діяли секції, створені за професійними, становими та іншими інтересами. До складу партії входили селяни, робітники, але більшість складала інтелігенція (вчителі, священики). ХСП мала свої осередки в ряді міст Галичини.
ХСП була малочисельною організацією і значної ролі в політичному житті Галичини не відігравала. За релігійний характер, консерватизм і стосунки з польськими політичними колами ХСП часто критикували інші українські партії, особливо радикали. Партія виступала за проведення змін у політичному, суспільному, культурному і економічному житті шляхом реформ. Закликала українські політичні об'єднання підтримувати австрійську монархію як гарант всестороннього національного розвитку українців. У зверненнях до польських політичних організацій закликала не підтримувати антиукраїнські сили, зокрема москвофілів та наголошувала на тому, що антиукраїнська політика деяких польських партій і діячів шкідлива насамперед для польської справи. Вимагала заборонити діяльність москвофільських організацій в Галичині. Партія відстоювала права української мови в краю, вимагала від австрійської адміністрації відкриття українського університету у Львові та нових шкіл. ХСП опікувалася сім'ями померлих священиків і молодими сільськими парохами.
Серед провідних членів ХСП були О. Барвінський, К. Студинський, Д. Лопатинський, О. Маковей, Й. Романович, отець Ю. Дзерович, Я. Гординський, І. Кокорудз, Р. Ковальов та інші.
На початку Першої світовоюї війни ХСП відійшла від активної політичної роботи.
Відновила діяльність у період існування Західно-Української Народної Республіки. Делегатами УНРади ЗУНР від ХСП (ХСС) були: Барвінський Богдан, Гординський Ярослав, Дзерович Юліян, Кархут Спиридон, Студинський Кирило. У 1921—1923 роках входила до Міжпартійної Ради. У середині 1920-х років вплив ХСП на суспільно-політичне життя Галичини значно зменшився і партія саморозпустилася. Частина її членів на початку 1930-х років увійшла в Українське народно-демократичне об'єднання, а частина створила в 1930 році лояльну щодо польської влади Українську католицьку народну партію під патронатом єпископа Станиславівського.